# Frank Hecker
Frank Hecker, graduado en Física y Matemáticas por el Centre College, es director ejecutivo de la Fundación Mozilla, una organización sin ánimo de lucro que promueve iniciativas para la innovación bajo el marco del Proyecto Mozilla.

## Carrera profesional
Antes de dedicar su tiempo en exclusividad a la Fundación Mozilla, Frank Hecker trabajó como ingeniero de sistemas en la empresa Opsware, donde se encargó de ayudar a la comercialización de un software para la gestión de las TIC del Gobierno de los Estados Unidos. Anteriormente, asumió un cargo relevante en la empresa Netscape como responsable de diversos proyectos relacionados con la seguridad de Netscape Communicator, buque insignia de la empresa y fue clave su opinión a la hora de tomar la decisión de liberar el código fuente de este navegador.

## Escritos
Su experiencia profesional surge fruto de un gran interés por la seguridad informática y la criptografía. Es autor del conocido documento Mozilla Crypto FAQ que analiza el impacto de la legislación norteamericana en temas de seguridad informática dentro de un proyecto de código libre. También es escritor del artículo "Setting up Shop: The Business of Open-Source Software".